# E.T. the Extra-Terrestrial (jogo eletrônico)
E.T. the Extra-Terrestrial é um jogo eletrônico de aventura desenvolvido e publicado pela Atari, Inc. Foi lançado em 1982 para o Atari 2600. É baseado no filme de mesmo nome e foi projetado por Howard Scott Warshaw. O objetivo é guiar o personagem homônimo através de várias telas para coletar três peças de um telefone interplanetário que lhe permitirá entrar em contato com seu planeta natal.
Warshaw pretendia que o jogo fosse uma adaptação inovadora e a Atari achou que venderia bem com base no sucesso de bilheteria internacional do filme. As negociações pelos direitos do jogo terminaram no final de julho de 1982, dando a Warshaw pouco mais de cinco semanas para desenvolvê-lo a tempo para a temporada natalina de 1982. O lançamento final recebeu avaliações negativas, com gráficos de baixa qualidade e jogabilidade confusa enfrentando críticas significativas. E.T. é frequentemente citado como um dos piores jogos eletrônicos de todos os tempos e um dos maiores fracassos comerciais da história desta indústria. É citado como um dos principais fatores que contribuíram para a crise dos jogos eletrônicos de 1983 e tem sido frequentemente citado e ridicularizado na cultura popular como um conto preventivo sobre os perigos do desenvolvimento de jogos apressados e da interferência das publicadoras.
No que foi considerado uma lenda urbana, relatórios de 1983 afirmavam que, como resultado da superprodução e devoluções, milhões de cartuchos não vendidos foram secretamente enterrados em um aterro sanitário de Alamogordo, Novo México, e cobertos com uma camada de concreto. Em abril de 2014, os escavadores contratados para investigar a alegação confirmaram que o aterro sanitário de Alamogordo continha muitos cartuchos de E.T., entre outros jogos. James Heller, o ex-gerente da Atari responsável pelo enterro, estava na escavação e admitiu à Associated Press que 728.000 cartuchos de vários jogos (não apenas de E.T.) foram enterrados. Marty Goldberg, coautor do livro Atari Inc.: Business is Fun, acrescenta que o despejo foi na verdade uma limpeza do estoque de cartuchos não utilizados da fábrica da Atari no Texas de vários títulos, bem como peças de consoles e computadores. De acordo com o documentário, Atari: Game Over, apenas 10% dos 1.300 produtos recuperados eram cartuchos de E.T.

## Jogabilidade

E.T. encontra Elliot próximo de um poço. As Reese's Pieces estão espalhadas pelo mundo e são representadas por pontos escuros.

E.T. the Extra-Terrestrial é um jogo eletrônico de aventura no qual os jogadores controlam o alienígena E.T. em uma perspectiva de cima para baixo. O objetivo é coletar três peças de um telefone interplanetário. As peças estão espalhadas aleatoriamente por vários buracos. Não há limite de tempo geral. O jogador é fornecido com uma barra de energia na tela, que diminui quando E.T. executa qualquer ação (incluindo se mover, teletransportar ou cair em um buraco, bem como levitar de volta ao topo). Para evitar isso, E.T. pode coletar as Reese's Pieces (pedaços de doces), que são usadas para restaurar sua energia ou, quando nove são coletadas, E.T. pode chamar Elliot para obter uma peça do telefone, ou o jogador pode guardar as Reese's Pieces para ganhar pontos extras no final. Após as três peças do telefone terem sido coletadas, o jogador deve guiar E.T. até uma área onde ele possa usar o telefone, o que permite que ele ligue para seu planeta natal. Assim que a chamada for feita, um relógio aparecerá no canto superior direito da tela; E.T. tem que chegar à zona de pouso antes que o tempo chegue a zero. Uma vez que E.T. chega à floresta onde sua nave o abandonou e o espera na área designada, a nave aparecerá na tela e o levará de volta ao seu planeta natal. Em seguida, o jogo recomeça, com o mesmo nível de dificuldade, enquanto muda a localização das peças do telefone. A pontuação obtida durante a rodada é transportada para a próxima iteração. E.T. tem três vidas e se ele morrer dentro dessas três vidas, Elliot virá e o ressuscitará. E.T. pode obter uma quarta vida se o jogador encontrar um gerânio em um dos buracos. De acordo com o manual, o jogo termina "quando E.T. ficar sem energia ou quando você decidir parar de jogar".
O jogo é dividido em seis ambientes, cada um representando um cenário diferente do filme. Para cumprir o objetivo, o jogador deve guiar E.T. até os buracos. Uma vez que todos os itens encontrados em um buraco são coletados, o jogador deve levitar E.T. para fora deles. Um ícone no topo de cada tela representa a área atual, cada área permitindo que o jogador execute ações diferentes. Os antagonistas incluem um cientista que leva E.T. para observação e um agente do FBI que persegue o alienígena para confiscar uma das peças de telefone coletadas, ou doces. O jogo oferece diversos níveis de dificuldade que afetam o número e a velocidade dos humanos presentes, além das condições necessárias para atingir o objetivo.

## Desenvolvimento
Depois do grande sucesso do filme E.T. - O Extraterrestre, Steve Ross, CEO da companhia mãe da Atari, Warner Communications, entabulou conversações com Steven Spielberg e a Universal Pictures para obter os direitos necessários para produzir um videogame baseado no filme. No final de julho, Warner anunciou que tinha adquirido os direitos mundiais em exclusiva para o mercado dos jogos de recreativos e de videogame baseados em E.T.: O extraterrestre. Mesmo que os detalhes pontuais da transação não se fizeram públicos no anúncio, era especulado que a Atari tinha pago de 20 a 25 milhões de dólares pelos direitos que na época era um valor enorme.
Quando Ross  perguntou a Ray Kassar, CEO de Atari, que pensava sobre fazer um jogo baseado em E.T., este replicou: “acho que é uma ideia estúpida. Nunca fizemos um jogo de ação a partir de um filme”. No entanto, a decisão não dependia de Kassar e o plano continuou. A tarefa de desenhar e programar o jogo foi oferecida a Howard Scott Warshaw a pedido de Spielberg, satisfeito com seu trabalho anterior na adaptação do filme Raiders of the Lost Ark (Indiana Jones e os Caçadores da Arca Perdida). Também se pensou em realizar um jogo para recreativas, mas se considerou que era impossível cumprir essa data de entrega. Warshaw aceitou o encargo e acreditam que lhe ofereceram US$ 200.000,00 e férias com todas as despesas pagadas no Hawaii em compensação.
Por causa das prolongadas negociações para assegurar a concessão da forma para realizar o videogame só restavam cinco semanas para o dia 1 de setembro, a data de entrega necessária para poder vender na campanha de Natal. Como comparação Raiders of the Lost Ark demorou sete meses de desenvolvimento. A ideia era fazer de E.T. um jogo no estilo de Pac-Man, mas Warshaw a rejeitou para tentar algo mais original. Warshaw tratou de construir um jogo baseado na história para tentar capturar algo das emoções do filme original, mas finalmente acabou desprezando algumas de suas ideias devido à proximidade da data de entrega. O design básico se completou em dois dias, e o jogo ficou com 6.5 KB. 
O lançamento final recebeu avaliações negativas, com gráficos de baixa qualidade e a jogabilidade confusa enfrentando críticas significativas. E.T. é frequentemente citado como um dos piores jogos eletrônicos de todos os tempos e um dos maiores fracassos comerciais da história desta indústria. 
O jogo teve um impacto bastante negativo nas vendas da Atari, por conta de uma falha presente no jogo, que resultou na devolução do mesmo por parte de muitas consumidores. O fracasso do jogo é frequentemente apontado como uma das causas da crise dos jogos eletrônicos de 1983, e do enterro de jogos eletrônicos da Atari.